# الزاوية سيدي يوسف (لوطا)
الزاوية سيدي يوسف هي إحدى مشيخات المملكة المغربية، تتبع جغرافيا لإقليم الحسيمة وإداريًا للوطا. يقدر عدد سكانها بـ 2760 نسمة حسب الإحصاء الرسمي للسكان والسكنى لسنة 2004.